# Little T&A
Little T&A è un brano musicale del gruppo rock and roll britannico The Rolling Stones contenuto nel loro album Tattoo You del 1981.

## Il brano
La tradizione di avere almeno un brano cantato da Richards in ogni album viene rispettata anche in Tattoo You con l'inclusione di Little T&A, registrata a Nassau durante le sedute per Emotional Rescue. Si tratta di un pezzo rock in cui le chitarre di Richards e Wood hanno un suono affine a quello similrockabilly adottato in She's So Cold. Inizialmente il pezzo era intitolato Bulldog e ne esiste una outtake strumentale con una parte di slide suonata da Wood. Prima di essere messo da parte presumibilmente era stato completato, perché risulta essere stato semplicemente remixato da Bob Clearmountain e Gary Lyons prima della pubblicazione.
(Keith Richards)
Little T&A è stata suonata durante i concerti del 1981-1982, e due versioni registrate durante questo tour sono state pubblicate sui live in download Hampton Coliseum (Live 1981) e Live At Leeds, Roundhay Park 1982. Il pezzo è stato poi inserito nelle scalette del 2006-2007 e due esecuzioni si trovano sul DVD live The Biggest Bang e in Shine a Light. Richards ha evidentemente un debole per il brano, visto che lo ha ripreso spesso anche nei concerti con gli X-Pensive Winos, la formazione con cui ha registrato i suoi album da solista Talk Is Cheap e Main Offender e che lo ha accompagnato in tour nel 1988 e nel 1992.

## Formazione
- Mick Jagger - cori
- Keith Richards - voce, chitarra, basso, cori
- Ronnie Wood - chitarra, cori
- Charlie Watts - batteria
- Ian Stewart - pianoforte